# Liste der Bodendenkmale in Bohmte
In der Liste der Bodendenkmale in Bohmte sind die Bodendenkmale der niedersächsischen Gemeinde Bohmte aufgeführt. Die Quelle ist der Denkmalatlas Niedersachsen.
- Bitte beachten Sie, dass diese Liste keinen Anspruch auf Vollständigkeit erhebt.
- Die Angaben ersetzen nicht die rechtsverbindliche Auskunft der zuständigen Denkmalschutzbehörde.
- Es sind nur Daten aus dem Denkmalatlas verarbeitet.
- Der Stand der Liste ist der 22. Mai 2025.

Bohmte im Landkreis Osnabrück

## Allgemein
In den Spalten finden sich folgende Informationen des Bodendenkmales:
| Lage         | geographische Koordinaten                                                           |
| Bezeichnung  | Bezeichnung lt. Denkmalatlas                                                        |
| Beschreibung | Beschreibung lt. Denkmalatlas                                                       |
| ID           | Objekt-ID                                                                           |
| Bild         | Bild, ggf. zusätzlich mit Link zu weiteren Fotos im Medienarchiv Wikimedia Commons. |

## Bohmte
| Lage                        | Bezeichnung         | Beschreibung                                              | ID       | Bild |
| --------------------------- | ------------------- | --------------------------------------------------------- | -------- | ---- |
| 52° 22′ 52″ N, 8° 23′ 22″ O | Bohmte 8, Grabhügel | Durchmesser ca. 20 m und Höhe ca. 1,7 m. Rund. Ungestört. | 28949262 | BW   |

## Herringhausen
| Lage                        | Bezeichnung                     | Beschreibung | ID       | Bild |
| --------------------------- | ------------------------------- | --- | -------- | ---- |
| 52° 22′ 11″ N, 8° 14′ 46″ O | Herringhausen 28, Gut Langelage | Ursprünglich rechteckige Anlage mit umgebender Graft. Etwa 100 m östl. davon Neubau eines Herrenhauses (1724) mit großflächigem Graftsystem. Der heutige Gebäudestand stammt aus der Zeit vom 16. Jh. (altes Herrenhaus) bis 1764 (Orangerie). Spätmittelalterlich (14. Jh.) bis neuzeitlich. Aus einem Bauernerbe hervorgegangen, das noch im 14. Jh. zur Burg Arenshorst gehörte. Vermutlich Ende des 14. Jhs. von den Herren von Bar zu einem Adelssitz ausgebaut. Ein zweigeschossiges Herrenhaus, Stallungen und Wirtschaftsgebäude waren von einer rechteckigen Graft umgeben. 1724 Neubau des Herrenhauses und Anlage eines großen Gartens mit umgebender Graft östl. der alten Graftanlage. Wohnsitz des Grafen von Münster-Langelage. | 28948899 | BW   |
| 52° 21′ 28″ N, 8° 17′ 22″ O | Herringhausen 29, Arenshorst    | Eine Quelle von 1388 lässt auf eine Umwehrung der Burg durch Wall, Graben und einer Plankenbefestigung schließen. An Gebäuden werden auch Kapelle, Torhaus, Stall und Backhaus genannt. Der Begriff „oberste Burg“ könnte die Existenz einer „niederen Burg“ implizieren, die aber ansonsten nicht nachgewiesen ist. Auch über das Aussehen der vier und später zwei Rittersitze, die im 16. Jh. auf dem Gelände bestanden haben, lassen sich keine Angaben machen. Der einstöckige, über hohem Kellergeschoss geschaffene Bau mit Mansardendach von 1740 ist 1925 verlängert und im Dachgeschoss erweitert worden. Die Mitte des Gebäudes wird auf der Vorder- und Rückseite durch einen zweigeschossigen Mittelrisalit mit Dreiecksgiebel betont. 1727 waren Haupt- und Vorburg mit rechteckigen Gräften und Wällen umgeben. Heute ist ein einfaches Gräftensystem von 280 × 85 m Größe vorhanden. | 28948898 | BW   |
| 52° 20′ 44″ N, 8° 15′ 10″ O | Herringhausen 40, Steinkreuz    | Steinkreuz aus Sandstein. H. 0,97 m; Br. 0,84 m; D. 0,23 m. Gut erhalten. Gerade Arme; auf der Oberseite des linken Querarms ist ein gleicharmiges Kreuzchen eingerillt, bei dem es sich möglicherweise um einen Vermessungspunkt handelt. Im Kreuzungsfeld nicht mehr zu deutendes Zeichen. | 28956939 | BW   |

## Meyerhöfen
| Lage                        | Bezeichnung                          | Beschreibung | ID       | Bild |
| --------------------------- | ------------------------------------ | --- | -------- | ---- |
| 52° 26′ 56″ N, 8° 16′ 40″ O | Meyerhöfen 21, Rittergut Streithorst | Niederungsburg mit einfacher rechteckiger Graftanlage. Gr. L. ca. 110 m (O-W), gr. Br. ca. 75 m; Zugang von O. Graft ist heute völlig verfüllt. Der Rittergutsbezirk wird im W und NW von einer Bruchsteinmauer, sonst von einem Zaun eingefasst. Spätmittelalter 14./15. Jh. Das ehemalige Burghaus wurde 1862 abgebrochen und unter Verwendung der alten Steine im Jahre 1864 neu erbaut. 1922 brannte das neue Herrenhaus ab. Die Graftanlage war lt. Gaußscher Landesaufnahme in der 1. Hälfte des 19. Jhs. noch erhalten; zur Zeit der Preußischen Landesaufnahme gegen Ende des 19. Jhs. war sie offensichtlich eingeebnet. Der Rittersitz Streithorst ist lt. R. v. Bruch (1930, 235) der Stammsitz des gleichnamigen Geschlechtes von der Streithorst. Älteste bekannte urkundliche Nennung im Jahre 1304 (Gerhard von der Streithorst). | 28955276 | BW   |

## Welplage
| Lage                        | Bezeichnung                      | Beschreibung | ID       | Bild |
| --------------------------- | -------------------------------- | --- | -------- | ---- |
| 52° 26′ 20″ N, 8° 16′ 33″ O | Welplage 3, Stiftsburg Hunteburg | Annähernd quadratische Grundfläche von ca. 180 m Seitenlänge. Von der Anlage sind heute noch erhalten: eine Steinbrücke von 1424, die auf den Burghof führte, und der halb eingeebnete Teil des Burggrabens an der Straße bis zur Alten Hunte. Aus dem Jahr 1358 stammt eine Stiftsrechnung, in der die Kosten einer Palisadenbefestigung aufgeführt werden. Im Nachklang der Fehde zwischen den Bistümern Münster und Minden von 1442 wurde 1458 die Instandsetzung von Gebäuden und Befestigungen notwendig. In der Folge verfiel die Anlage, 1618 wurde beschlossen, die durch einen Sturm abgedeckte Burg vollständig niederzureißen. Auch die Gräben sind eingeebnet worden. 1725 wurde ein Amtshaus teilweise auf älteren Fundamenten errichtet, das 1931 nach einem Brand durch einen Neubau ersetzt wurde. Die letzten Mauerreste der Burg sind in den 1880er Jahren beseitigt worden. | 28948893 | BW   |